# Ross Johnston
Ross Johnston (* 18. Februar 1994 in Charlottetown, Prince Edward Island) ist ein kanadischer Eishockeyspieler, der seit Oktober 2023 bei den Anaheim Ducks aus der National Hockey League (NHL) unter Vertrag steht und dort auf der Position des linken Flügelstürmers spielt. Johnston, der zuvor acht Jahre in der Organisation der New York Islanders aktiv war, verkörpert die mittlerweile selten gewordene Rolle des Enforcers.

## Karriere
Johnston verbrachte seine Juniorenzeit bis zum Beginn der Saison 2011/12 bei diversen Juniorenteams in der Provinz Prince Edward Island, in deren Hauptstadt Charlottetown er geboren wurde. Nach der Wahl durch die Moncton Wildcats im Entry Draft der Ligue de hockey junior majeur du Québec im Sommer 2011 wechselte der Flügelstürmer in die Liga und gehörte dem Team bis zum Sommer 2013 an. Anschließend wechselte er zum Ligakonkurrenten Tigres de Victoriaville, wo er ebenso eine Spielzeit verbrachte wie in der Spielzeit 2014/15 bei den Charlottetown Islanders.
Nachdem der Angreifer im NHL Entry Draft stets unberücksichtigt geblieben war, wurde er im März 2015 dennoch von den New York Islanders aus der National Hockey League unter Vertrag genommen. Zum Ende der Saison 2014/15 feierte Johnston daraufhin sein Profidebüt bei New Yorks Farmteam, den Bridgeport Sound Tigers, in der American Hockey League. Bei den Sound Tigers stand der Offensivspieler auch in den folgenden drei Spielzeiten hauptsächlich im Kader. Jedoch feierte er währenddessen in der Saison 2015/16 auch sein Debüt für die Islanders in der NHL. Weitere Einsätze folgten im Verlauf des Spieljahres 2017/18. Nach der vierjährigen Vertragsverlängerung im Sommer 2018 steht der Kanadier seit Beginn der Saison 2018/19 fest im NHL-Kader New Yorks, kam dort aufgrund seiner limitierten Fähigkeiten als Enforcer aber bis zum Sommer 2023 nur unregelmäßig zum Einsatz. Die 32 Einsätze in den Spieljahren 2019/20 und 2021/22 stellten dabei den Höchstwert dar.
Kurz vor dem Beginn der Spielzeit 2023/24 wurde Johnston über den Waiver von den Anaheim Ducks ausgewählt, die daraufhin seinen noch bis zum Sommer 2025 gültigen Vertrag übernahmen.

## Karrierestatistik
Stand: Ende der Saison 2024/25
(Legende zur Spielerstatistik: Sp oder GP = absolvierte Spiele; T oder G = erzielte Tore; V oder A = erzielte Assists; Pkt oder Pts = erzielte Scorerpunkte; SM oder PIM = erhaltene Strafminuten; +/− = Plus/Minus-Bilanz; PP = erzielte Überzahltore; SH = erzielte Unterzahltore; GW = erzielte Siegtore; 1 Play-downs/Relegation; Kursiv: Statistik nicht vollständig)